# Лядо (Логойський район, Плещеницька селищна рада)
Ля́до (біл. Ляда, рос. Лядо) — село в складі Логойського району розташоване в Мінській області Білорусі, підпорядковане Плещеницькій сільській раді.
Село Лядо розташоване в центральних районах Білорусі, у північній частині Мінської області.